# La Esperanzas flygplats (Bolivia)
La Esperanza Airport är en flygplats i Bolivia.   Den ligger i departementet Beni, i den centrala delen av landet, 500 km norr om huvudstaden Sucre. La Esperanza Airport ligger 153 meter över havet.
Terrängen runt La Esperanza Airport är mycket platt. Trakten runt La Esperanza Airport är nära nog obefolkad, med mindre än två invånare per kvadratkilometer..
Omgivningarna runt La Esperanza Airport är huvudsakligen savann.